# Contea di Frontenac
La contea di Frontenac è una contea dell'Ontario in Canada. Al 2006 contava una popolazione di 143.865 abitanti. Ha come capoluogo Kingston.